# Here's the Thing

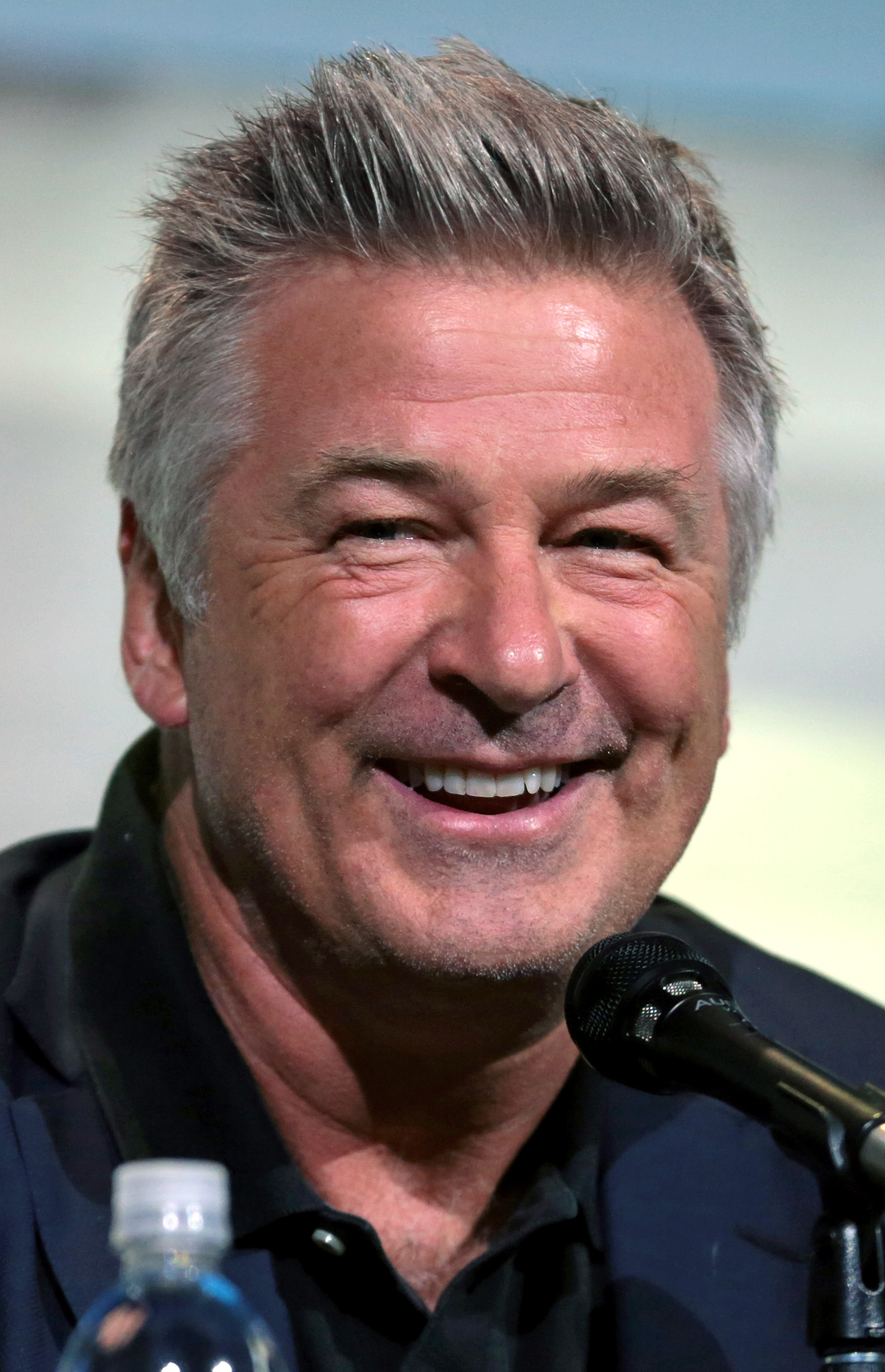
Alec Baldwin

Here's the Thing es un programa de radio público y una serie de entrevistas de podcast organizadas por el actor Alec Baldwin . El 24 de octubre de 2011, en la ciudad de Nueva York WNYC lanzó el primer episodio del podcast de Baldwin, una serie de entrevistas con figuras públicas, incluidos artistas, diseñadores de políticas e intérpretes. Here's the Thing desarrollada para Baldwin por Lu Olkowski, Trey Kay, Kathy Russo y Emily Botein. Baldwin declaró que el título del programa deriva de una frase que el productor de Saturday Night Live, Lorne Michaels, dice "30 veces al día".
Las entrevistas incluyen el presentador del programa de entrevistas Dick Cavett, el escritor Lewis Lapham, el comediante Chris Rock, el narrador Elaine Stritch, el músico Herb Alpert, la actriz Kathleen Turner, el actor Stacy Keach, el productor de Saturday Night Live Lorne Michaels, el economista Joseph Stiglitz, el músico Billy Joel, el cantante / bailarín / la actriz Debbie Reynolds, el actor Michael Douglas, el músico Peter Frampton, la personalidad de televisión Rosie O'Donnell, el presentador del programa de entrevistas David Letterman, el experto médico Robert Lustig, el director de comedia Judd Apatow, el lector de noticias de televisión Brian Williams, el jugador de béisbol Dwight Gooden y el consultor político Ed Rollins, entre muchos otros. Las entrevistas varían en duración desde 20 minutos hasta alrededor de una hora o más. 
En 2013, The Hollywood Reporter informó que el espectáculo terminaría después de dos temporadas. Una versión de TV está en desarrollo para ABC ; un episodio previo de Sundays with Alec Baldwin estrenó en marzo de 2018.